# پییترو برواتو
پییترو برواتو (ایتالیایی: Pietro Beruatto؛ زادهٔ ۲۱ دسامبر ۱۹۹۸) بازیکن فوتبال اهل ایتالیا است.
وی همچنین در تیم‌های ملی فوتبال زیر ۱۸ سال ایتالیا، زیر ۱۹ سال ایتالیا و زیر ۲۰ سال ایتالیا بازی کرده‌است.